# Badince
Badince je naselje u gradu Leskovcu, Jablanički upravni okrug, Srbija. Prema popisu iz 2022. godine u Badincu je živjelo 533 stanovnika.